# Centro geográfico da Europa

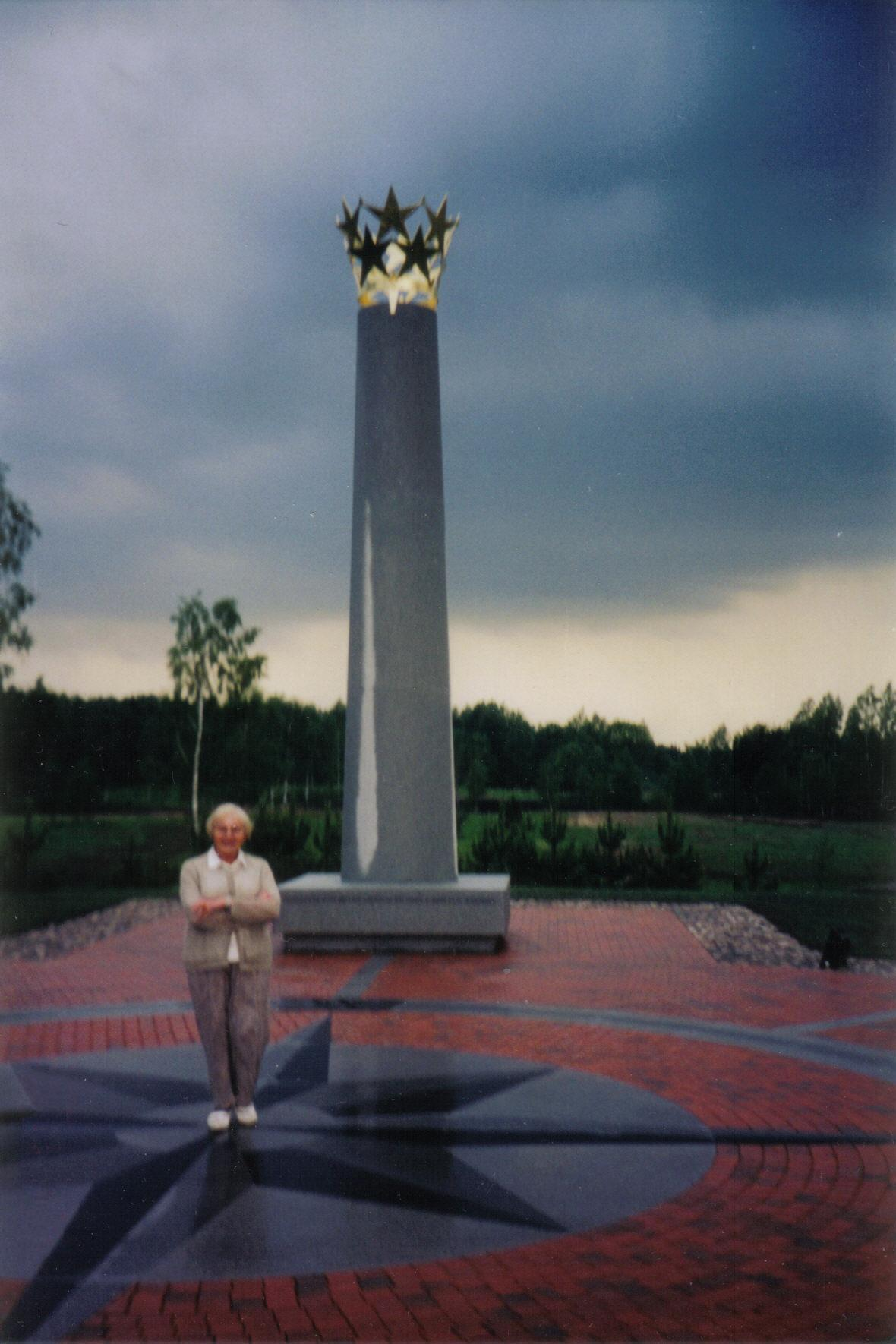
Centro geográfico da Europa na Lituânia.

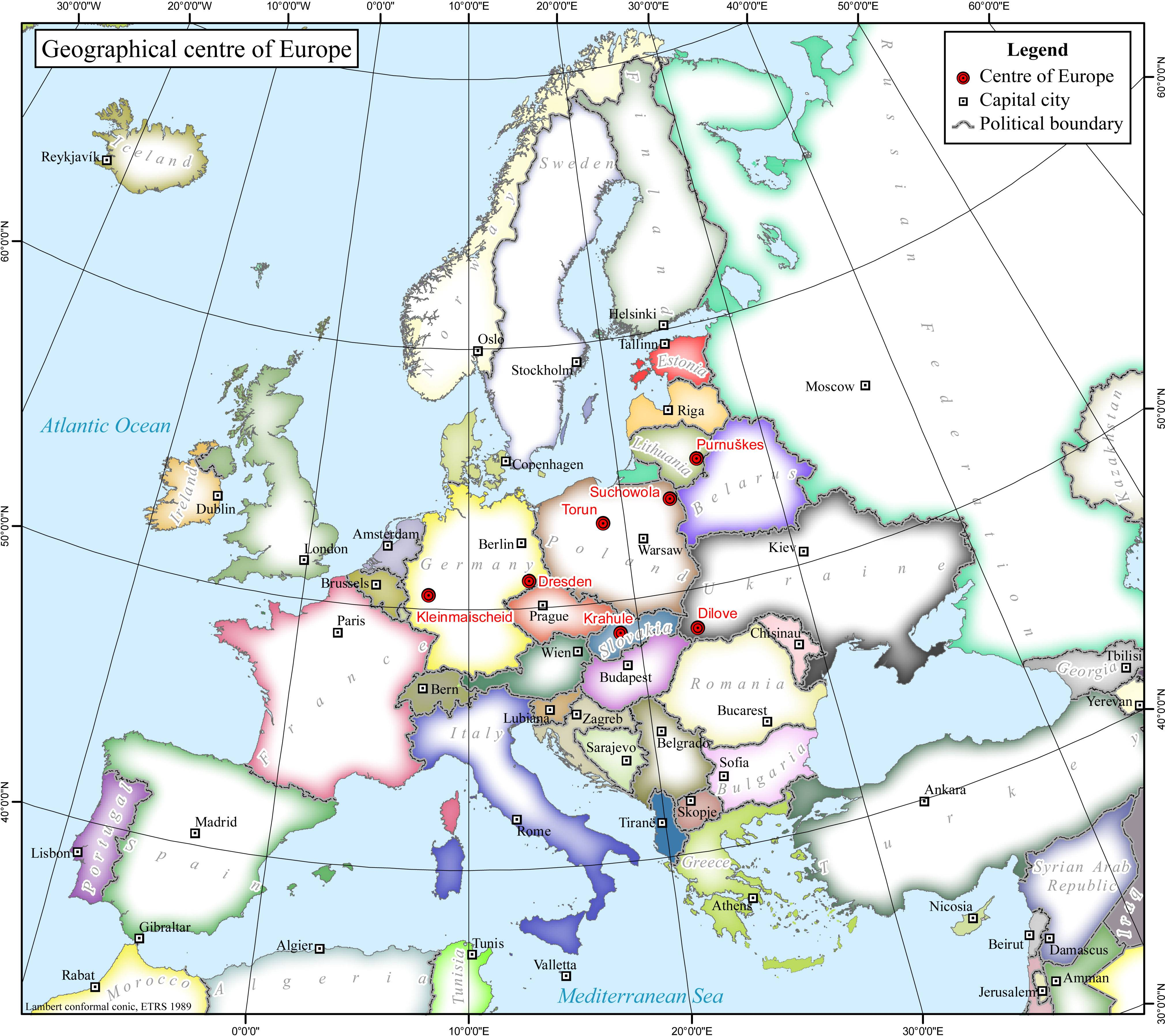
Locais que reclamam ser o "Centro geográfico da Europa".

Teoricamente, o geográfico centro da Europa pode ser determinado utilizando-se de diversos critérios. De acordo com um critério de igual distância aos pontos continentais extremos da Europa, não contando ilhas, o referido ponto está situado na cidade de Suchowola (53°34'N 23°06'L), perto de Białystok, na Polónia, encontrando-se assinalado com um monumento.
De acordo com outros critérios, o centro da Europa encontra-se umas dezenas de quilómetros a norte de Vilnius (54°40'N 25°19'L), na Lituânia, existindo um parque alusivo ao tema.

## Outros Centros
Contudo, existem mais de uma dúzia de pontos considerados como "centro geográfico da Europa", nos territórios da Lituânia, Polónia, Áustria, Alemanha, Eslovénia, República Checa, Eslováquia, Roménia, Ucrânia e Bielorrússia.

## União Europeia
Jean-Georges Affholder, engenheiro do Instituto Geográfico Nacional (IGN) - França, determinou o Centro Geográfico da União Europeia, bem como o Centro Geográfico da área dos países que adotaram o Euro. Esse ponto foi variando, se deslocando para sudeste, a medida que mais nações eram incorporadas à "UE" ou adotavam a nova moeda unificada.
- Primeiros 12 países da UE, antes de 1990: Saint-André-le-Coq (Puy-de-Dôme) - França. 45°57'53"N 3°18"39"L
- Mesmos 12 acima, porém com a unificação da Alemanha: Saint-Clément (Allier) - França. 46°03'46"N 3°42"19"L
- De 1995 a abril de 2004: 15 países Viroinval - Bélgica. 50°00'33"N 4°39"59"L
- De maio de 2004 a dezembro de 2006: 25 países: Kleinmaischeid (Renânia-Palatinado) - Alemanha. 50°31'31"N 7°35"50"L
- Desde janeiro de 2007: 27 países: Gelnhausen (Hesse), ao pé da colina Niedermittlauer Heiligenkopfes, Meerholz. 50°10'21"N 9°09"00"L

## Zona Euro
Como em todos os países da União Europeia, há ainda o centro geográfico dos países que adotaram o Euro como moeda, o qual vem ficando sempre na França, sempre se deslocando ligeiramente para sudeste.
- 1 de janeiro de 1999: Blancafort (Cher) - França. 47°32'00"N 2°31'53"L
- 1 de janeiro de 2001 (mais a Grécia): Montreuillon - Nièvre - França. 47°10'29"N 3°47'20"L
- 1 de janeiro de 2007 (mais a Eslovênia): Mhère - Nièvre, no Bois de Banquet ao sul da capela. 47°12'29"N 3°51'24"L
- 1 de janeiro de 2008 (mais o Chipre e Malta): Ouroux-en-Morvan - Nièvre. 47°11'11"N 3°56'47"L
- 1 de janeiro de 2009 (mais a Eslováquia): Liernais - Côte-d'Or. 47°12'27"N 4°16"59"L